# C86 (género musical)
C86 es un subgénero musical del rock y rock alternativo originado alrededor de los años 1980. A lo largo del tiempo C86 se convirtió en un apelativo para un movimiento dentro de la escena indie británica, normalmente mofada por ser cursi, guitarras metálicas y cortes de pelo con forma de cacerola de sus cantantes y fanes masculinos. Muchas de las bandas de las que ahora se refieren como 'C86' quedaron fuera de la recopilación, tales como The June Brides y Biff Bang Pow!. Más tarde se asoció con el sonido pero todavía tenía que emerger tales como Talulah Gosh, Razorcuts o The BMX Bandits quienes en 1990 publicaron el álbum llamado C86. Todo el plantel de Sarah Records fue determinado con asociaciones con C86 aunque la primera publicación del sello no fuese hasta 1988. El enlace entre el género y la cinta C86 se cuestiona ampliamente. Everett True manifestó en 2006 que "C86 didn't actually exist as a sound, or style. I find it weird, bordering on surreal, that people are starting to use it as a description again" (Traducción: C86 realmente no existió como un sonido o un estilo. Lo encuentro muy raro, rayando lo surrealista, que la gente esté empezando a usar esa descripción otra vez).

### Influencias
En su libro Time Travel, el historiador pop Jon Savage traza los orígenes del C86 y del Twee pop en el tercer álbum homónimo de The Velvet Underground. Simon Reynolds hablando sobre el aspecto político-cultural de la escena se refiere a ella como una "revolt into childhood" (Traducción: Revuelta en la niñez). Quizá las más obvia influencia fue el lado pop del post punk: bandas como The Television Personalities, The Swell Maps y Dolly Mixture. C86 tomó influencias de las bandas post-punk escocesas de principios de los años 1980 en el sello independiente Postcard: Orange Juice, Aztec Camera, The Fire Engines y Josef K (aunque las influencias soul, funk y disco de esas bandas se olvidaban normalmente). Otras influencias fueron la ética Hazlo tú mismo del punk representada por los fanzines de ese período como The Legend!, Are you Scared to get Happy? y Hungry Beat! que presentaban un abanico de bandas que luego se asociarían con C86. El movimiento continuó teniendo poder de influencia en los años 1990 con muchas bandas Riot Grrrl citando a C86 como una influencia y finalmente alcanzó su máximo éxito comercial con el grupo Belle and Sebastian.

### Actualidad
En 2004 la recopilación de las tiendas Rough Trade Indiepop Vol 1 documentaba de manera efectiva la historia del sonido reconocido que fue datado entre el año 1986. Sellos como Matinee y Siesta o sitios web como Indiepages, Twee.net y Indie-MP3: Keeping C86 Alive continúan siendo influenciados por el sonido C86/Indiepop. Además de publicando o dando a conocer canciones de nuevas bandas, han redistribuido y recapitulado la mayoría del material producido en ese tiempo. Club británicos como How Does it Feel to be Loved continúan pinchando canciones de la cinta. Sin embargo, es en Suecia donde el sonido ha tenido una mayor repercusión donde una serie de sellos y nuevas bandas citan a C86 y el sello Sarah Records como su inspiración.